# قيقب دلبي
القيقب الدلبي نوع نباتي ينتمي إلى جنس القيقب من الفصيلة الصابونية.

## معرض صور

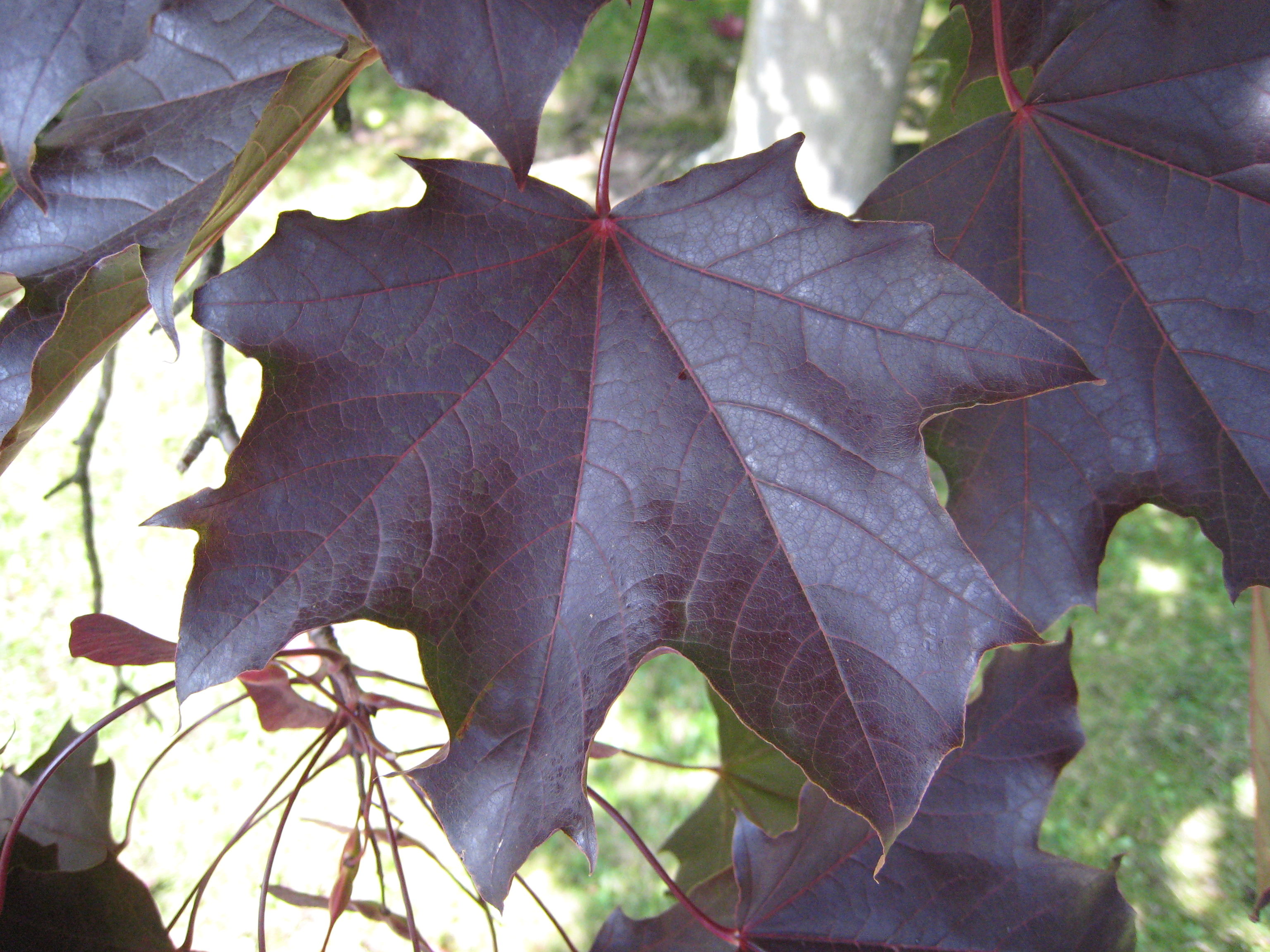
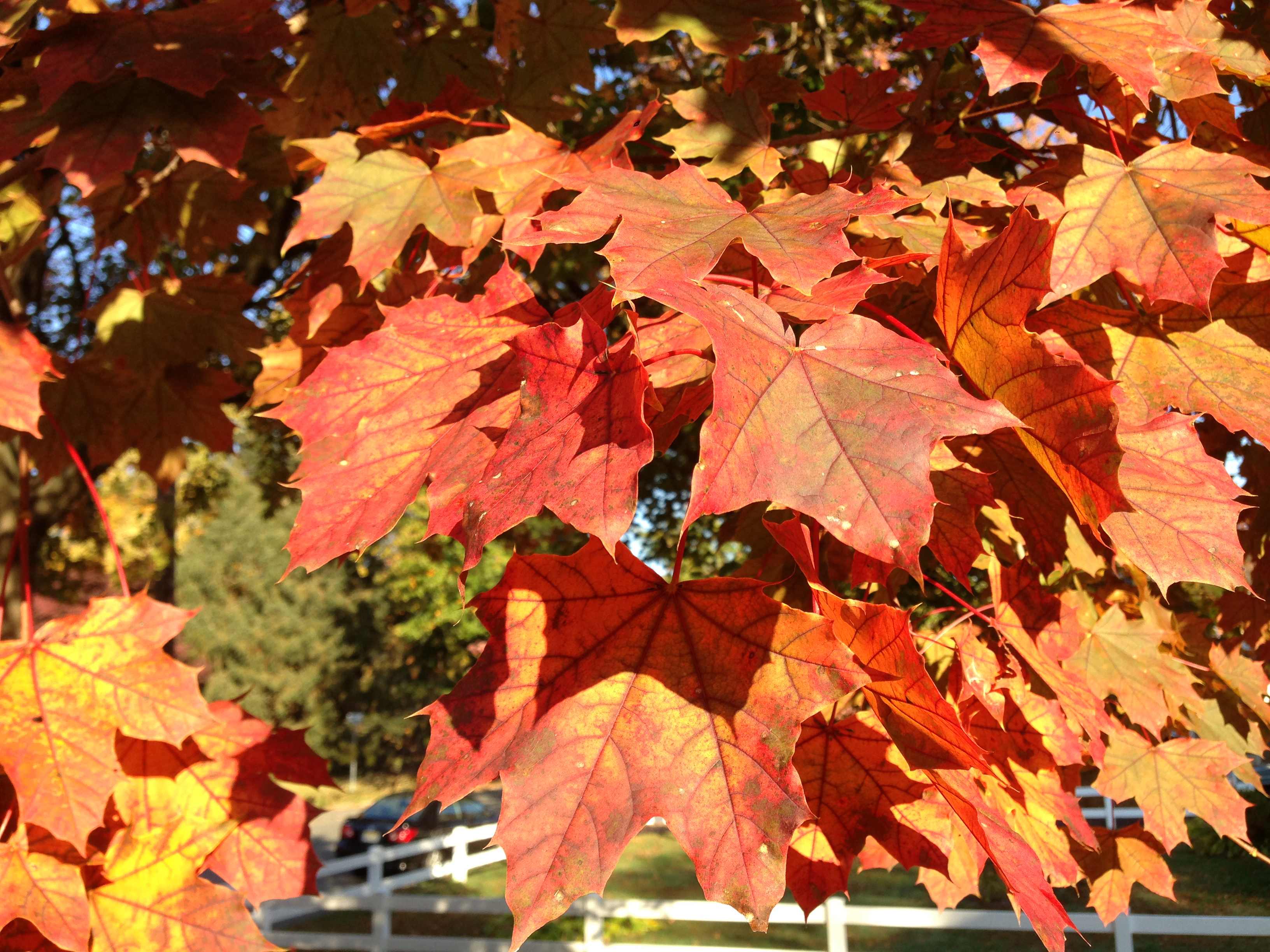
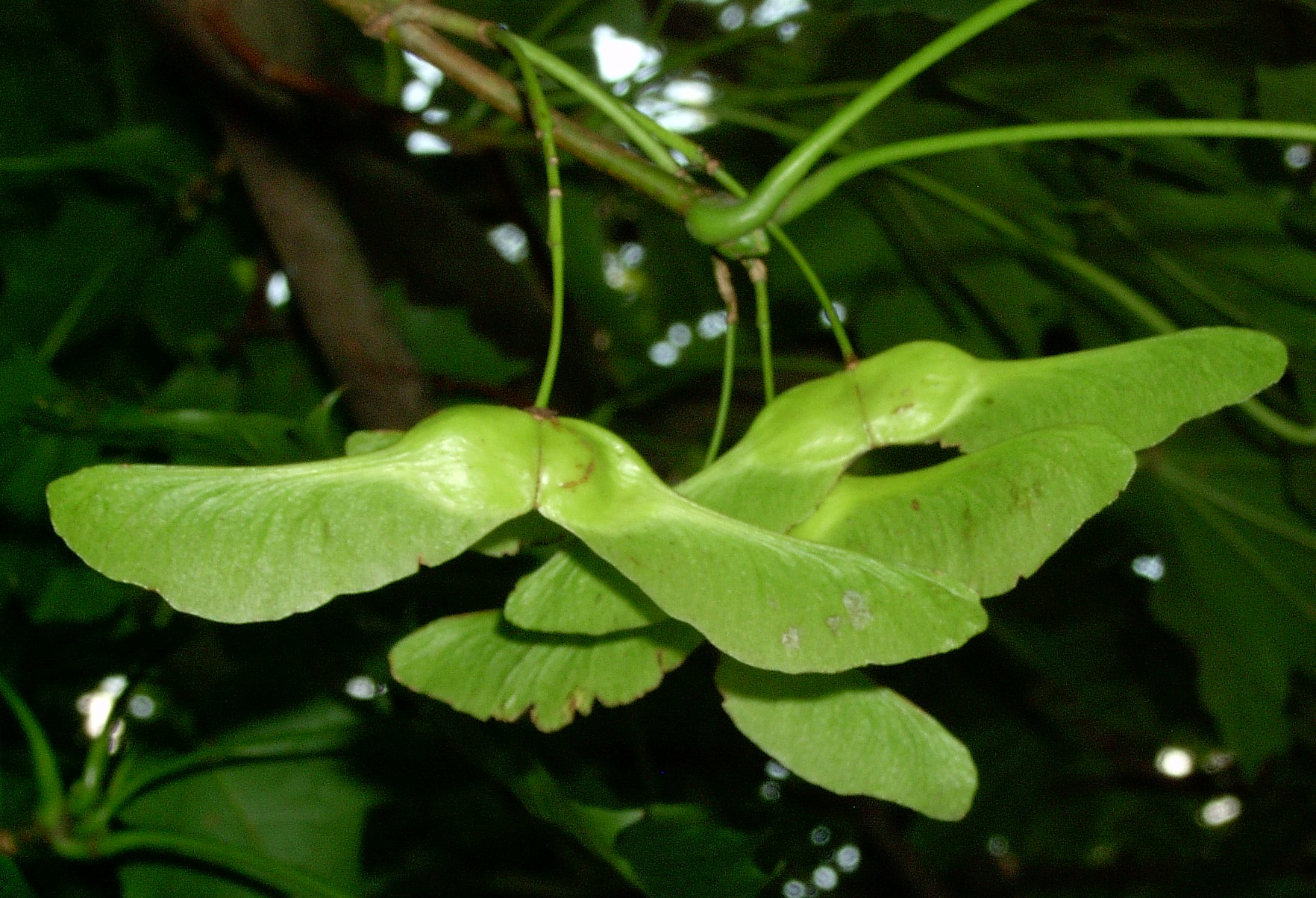
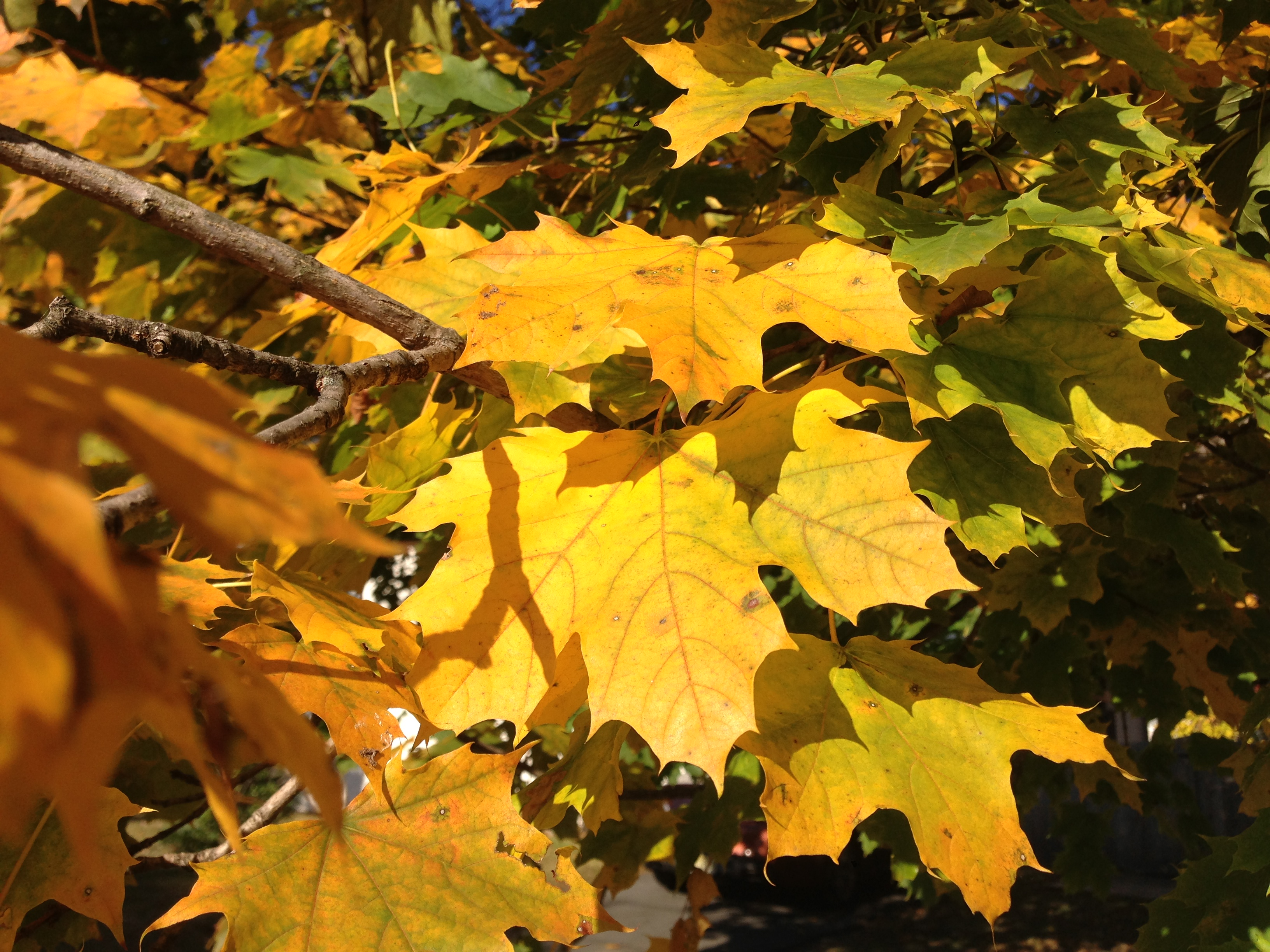
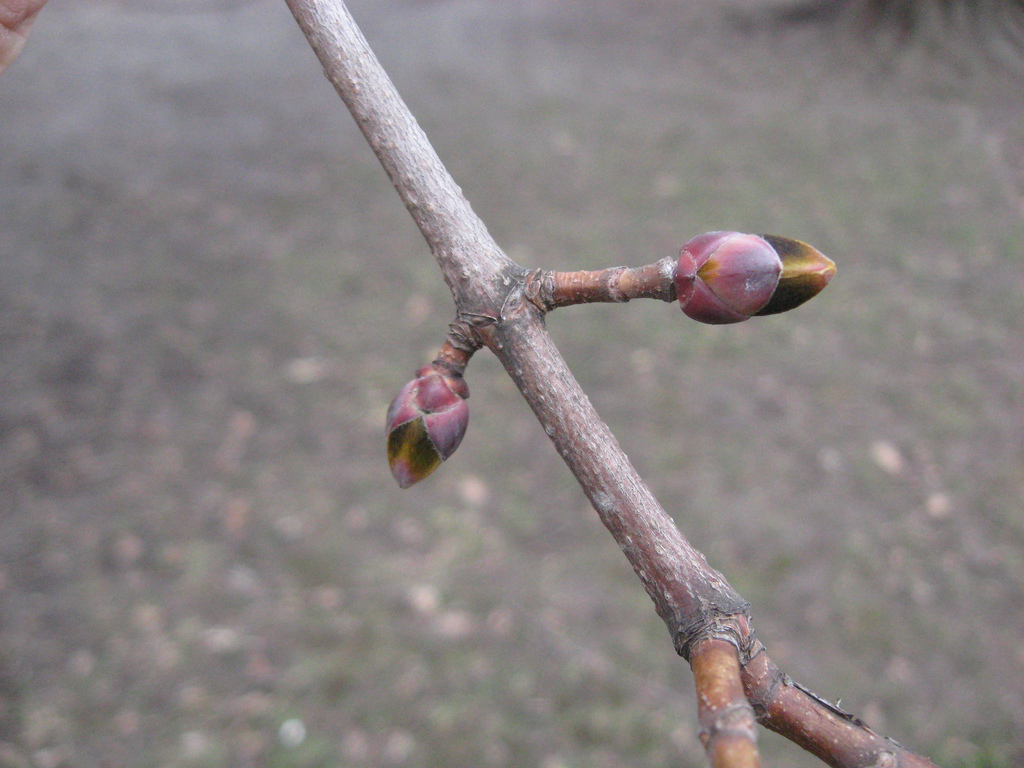